# زياد صباغ
زياد صباغ (16 شباط 1960 في حلب) سياسي سوري شغل منصب وزير الصناعة في حكومتي حسين عرنوس الأولى والثانية من 30 آب 2020 إلى 29 آذار 2023.